# Praxithea melzeri
Praxithea melzeri là một loài bọ cánh cứng trong họ Cerambycidae.